# Nuno Borges
Nuno Borges (Maia, 19 februari 1997) is een Portugees tennisser.

## Carrière
Borges maakte zijn profdebuut in 2019 tot dan speelde hij collegetennis voor de Mississippi State University. In 2021 behaalde hij aan de zijde van landgenoot Francisco Cabral zes challengertitels. Hij behaalde eenmaal een challenger in het enkelspel in 2021. In 2022 zette zij die opmars verder met een eerste ATP-finale die gewonnen werd tegen het duo Máximo González en André Göransson. Daarnaast wonnen ze in 2022 ook nog drie challengers, individueel was hij in een challenger de beste.

## Palmares
| Legenda                       | Legenda               |
| ----------------------------- | --------------------- |
| Grand Slam                    |                       |
| Olympische Spelen             |                       |
| tot 2009                      | vanaf 2009            |
| Tennis Masters Cup            | ATP Finals            |
| ATP Masters Series            | ATP Tour Masters 1000 |
| ATP International Series Gold | ATP Tour 500          |
| ATP International Series      | ATP Tour 250          |

### Enkelspel
| Nr.                  | Datum            | Toernooi  | Ondergrond | Tegenstander in finale | Score         | Details |
| -------------------- | ---------------- | --------- | ---------- | ---------------------- | ------------- | ------- |
| gewonnen challengers |                  |           |            |                        |               |         |
| 1.                   | 5 december 2021  | Antalya   | Gravel     | Ryan Peniston          | 6-4, 6-3      |         |
| 2.                   | 17 april 2022    | Barletta  | Gravel     | Miljan Zekić           | 6-3, 7-5      |         |
| 3.                   | 26 februari 2023 | Monterrey | Hardcourt  | Borna Gojo             | 6-4, 7-6(6)   |         |
| 4.                   | 19 maart 2023    | Phoenix   | Hardcourt  | Aleksandr Sjevtsjenko  | 4-6, 6-2, 6-1 |         |

### Dubbelspel
| Nr.                          | Datum             | Toernooi    | Ondergrond | Partner          | Tegenstanders in finale                   | Score            | Details |
| ---------------------------- | ----------------- | ----------- | ---------- | ---------------- | ----------------------------------------- | ---------------- | ------- |
| gewonnen finales herendubbel |                   |             |            |                  |                                           |                  |         |
| 1.                           | 1 mei 2022        | ATP Estoril | Gravel     | Francisco Cabral | Máximo González André Göransson           | 6-2, 6-3         | details |
| verloren finales herendubbel |                   |             |            |                  |                                           |                  |         |
| Gewonnen challengers         |                   |             |            |                  |                                           |                  |         |
| 1.                           | 11 april 2021     | Oeiras      | Gravel     | Francisco Cabral | Pavel Kotov Tseng Chun-hsin               | 6-1, 6-2         |         |
| 2.                           | 26 september 2021 | Braga       | Gravel     | Francisco Cabral | Jesper de Jong Bart Stevens               | 6-3, 6-7, [10-5] |         |
| 3.                           | 7 november 2021   | Tenerife    | Hardcourt  | Francisco Cabral | Jeevan Nedunchezhiyan Purav Raja          | 6-3, 6-4         |         |
| 4.                           | 28 november 2021  | Manama      | Hardcourt  | Francisco Cabral | Maximilian Neuchrist Michail Pervolarakis | 7-5, 6-7, [10-8] |         |
| 5.                           | 12 december 2021  | Maia        | Gravel     | Francisco Cabral | Andrej Martin Gonçalo Oliveira            | 6-3, 6-4         |         |
| 6.                           | 19 december 2021  | Maia        | Gravel (i) | Francisco Cabral | Piotr Matuszewski David Pichler           | 6-4, 7-5         |         |
| 7.                           | 4 april 2022      | Oeiras      | Gravel     | Francisco Cabral | Sanjar Fayziev Markos Kalovelonis         | 6-3, 6-0         |         |
| 8.                           | 10 april 2022     | Oeiras      | Gravel     | Francisco Cabral | Zdeněk Kolář Adam Pavlásek                | 6-4, 6-0         |         |
| 9.                           | 8 mei 2022        | Praag       | Gravel     | Francisco Cabral | Andrew Paulson Adam Pavlásek              | 6-4, 6-7, [10-5] |         |

## Resultaten grote toernooien
| Legenda | Legenda                          |
| ------- | -------------------------------- |
| g.t.    | geen toernooi gehouden           |
| l.c.    | lagere categorie                 |
| –       | niet deelgenomen                 |
| G       | uitgeschakeld in de groepsfase   |
| 1R      | uitgeschakeld in de eerste ronde |
| 2R      | uitgeschakeld in de tweede ronde |
| 3R      | uitgeschakeld in de derde ronde  |
| 4R      | uitgeschakeld in de vierde ronde |
| KF      | uitgeschakeld in de kwartfinale  |
| HF      | uitgeschakeld in de halve finale |
| F       | de finale verloren               |
| W       | het toernooi gewonnen            |
| w-v     | winst/verlies-balans             |

### Enkelspel
| grandslamtoernooien |    |
| Australian Open     | –  |
| Roland Garros       | 1R |
| Wimbledon           | 1R |
| US Open             | 2R |
| statistieken        |    |
| titels per jaar     | 0  |
| eindejaarsranking   |    |

### Dubbelspel
| toernooi            | 2022 |
| ------------------- | ---- |
| Grandslamtoernooien |      |
| Australian Open     | –    |
| Roland Garros       | –    |
| Wimbledon           | 2R   |
| US Open             | 2R   |
| Statistieken        |      |
| titels per jaar     | 1    |
| eindejaarsranking   |      |